# Організаційна психологія
Організаці́йна психоло́гія або психологія менеджменту (за кордоном відома під назвами Industrial and organizational psychology, IO psychology, work psychology, work and organizational psychology, WO psychology, occupational psychology, personnel psychology, talent assessment) — застосування психологічних теорій та дослідницьких методик до проблем організації, управління та бізнесу. Торкається питань підбору персоналу, мотивації, навчання та розвитку співробітників, організаційної поведінки і т. д.
З організаційної психології в кінці 1980-х рр.. як самостійний напрям виділився коучинг.
У колишньому СРСР організаційна психологія не являла собою самостійної дисципліни і зазвичай розглядалася в рамках інженерної психології або соціальної психології. Піонерами організаційної психології в СРСР були Дж. М.Гвішіані, А. І. Кітов, В. І. Терещенко. У Росії представлений сайт Асоціації організаційної психології.

## Історія
«Промислова» частина організаційної психології знаходить свої історичні корені в дослідженні індивідуальних відмінностей, оцінці та прогнозі виконання робіт. Ця галузь кристалізується під час Другої світової війни, у відповідь на потребу швидко призначити нові війська в місця служби. Після війни, зростаюча промислова база в США дає додатковий імпульс індустріальній психології. Волтер Ділл Скотт, який був обраний президентом Американської психологічної асоціації (APA) в 1919 році, був, можливо, найвідоміший організаційним психологом свого часу. Організаційна психологія здобула популярність після Другої світової війни, під впливом Хоторнських експериментів і робіт таких дослідників, як Курт Левін і Музафер Шериф.

## Представники
- Фредерік Тейлор
- Фред Фідлер
- Ліліан Гілбрет
- Курт Левін
- Шериф, Музафер

## Методи досліджень
Організаційна психологія спирається на різні методи для проведення організаційних досліджень. Дослідження конструкцій, використовуваних організаційною психологією включає дослідження, експерименти, квазі-експерименти, дослідження і спостереження. Організаційна психологія спирається на різні джерела даних, включаючи людські судження, історичну базу даних, об'єктивні показники виконання робіт (наприклад, обсяг продажів), а також анкети й опитування.

## Організації
- Ассоциация организационной психологии (АОП), Россия
- Academy of Management (AOM), United States
- Association of Business Psychologists, UK
- Canadian Society for Industrial and Organizational Psychology (CSIOP), Canada
- College of Organisational Psychologists (COP), Australian Psychological Society, Australia
- Division of Occupational Psychology, British Psychological Society, UK
- European Association of Work and Organizational Psychology (EAWOP), Europe
- Institute of Work Psychology, Sheffield, England, UK
- Industrial Psychology Research Centre, Aberdeen, Scotland, UK
- Psychology and College of Business Alumni Club (PAC BAC)
- International Public Management Association for Human Resources Assessment Counsel (IPMAAC)
- Minnesota Professionals for Psychology Applied to Work (MPPAW), United States
- Division 1: Work & Organizational Psychology, The International Association of Applied Psychology, International
- NIOSH — Occupational Health Psychology, United States
- Organizational Behavior Management Network (OBM Network)
- Industrial Division, Psychological Society of South Africa (PsySSA), South Africa
- Society for Human Resource Management (SHRM), United States
- Society for Industrial and Organizational Psychology (SIOP), United States
- Society for Industrial and Organisational Psychology of South Africa (SIOPSA), South Africa